# Lagergeld
|                                                                                                |  |  |
| Lagergeld din Marea Britanie (Lagărul de internare din Insula Man) în Al Doilea Război Mondial |  |  |

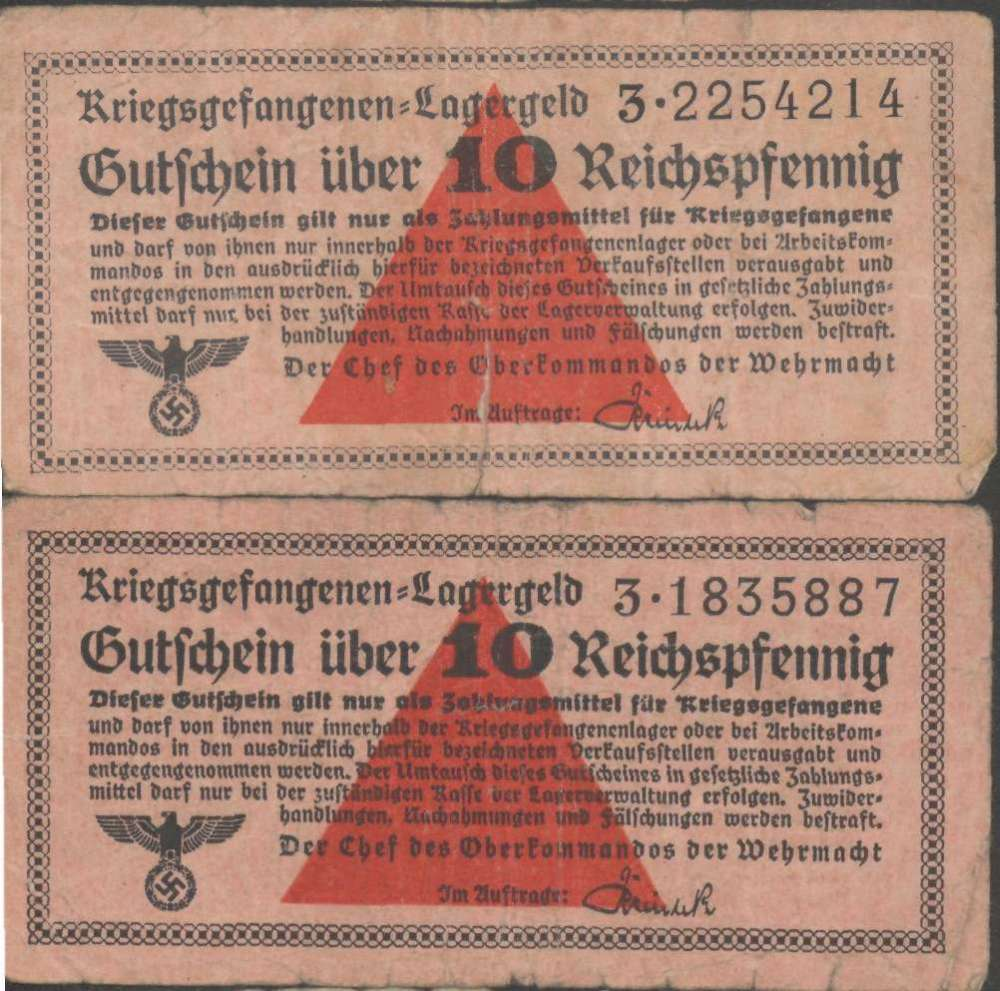
Lagergeld în al Doilea Război Mondial – 10 Reichspfennig

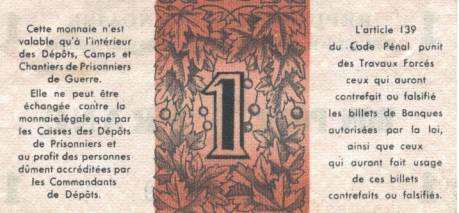
Lagergeld din Franța în al Doilea Război Mondial, revers

Lagergeld (tradus aproximativ: „monedă de lagăr”' sau „jeton de lagăr”) este un termen ce indică o formă de monedă de necesitate dată deținuților aflați în lagăre de internare sau de prizonieri de război, în locul banilor obișnuiți, pentru a se asigura că deținuții nu au numerar în caz de evadare.
De asemenea, termenul „Lagergeld” se referă și la banii care erau distribuiți deținuților din lagărele de concentrare și ghetouri în perioada nazismului. Acest Lagergeld sau Ghettogeld a fost folosit pentru jefuirea și privarea de drepturi a deținuților.

## Istorie
Prima formă de Lagergeld a fost introdusă în timpul Războiului de Șapte Ani de către Armata Austriacă într-un lagăr de prizonieri de război pentru ofițerii prusaci, în apropierea Dresdei. Cele mai vechi bilete de tip lagerschein (tradus ca „bilet de lagăr”) care s-au păstrat până în prezent provin din lagărul de prizonieri de război Camp Douglas, situat în apropiere de Chicago, în perioada 1861-1865, în timpul Războiului Civil American. În timpul Primului Război Mondial s-au emis o varietate de tipuri de lagergeld, deoarece nu existau reguli uniforme, fiecare administrație a unui lagăr dezvoltându-și propriile modele.
Convenția de la Geneva privind tratamentul prizonierilor de război, din 27 iulie 1929, reglementa în secțiunile 6 și 24 faptul că prizonierii de război erau obligați să predea banii deținuți în numerar, dar că aceștia trebuiau să le fie returnați în aceeași valută după eliberarea din captivitate. Pentru implementarea acestei reguli, prizonierii primeau bilete valorice pentru banii predați, care erau utilizate ca lagergeld. De asemenea, ofițerii aflați în captivitate primeau solde de la puterea învingătoare, care erau efectuate în lagergeld.
În timpul Primului Război Mondial, în multe dintre numeroasele lagăre de prizonieri de război ale Imperiului Austro-Ungar (k.u.k) s-au utilizat monede și bancnote proprii ca lagergeld. În acest context, s-a făcut uneori distincție între ofițeri și soldați obișnuiți.
În timpul celui de-Al Doilea Război Mondial, lagergeld-ul a fost standardizat atât în Germania, cât și în Franța. Astfel, toți soldații, indiferent de lagărul în care erau internați, primeau monedă standard.

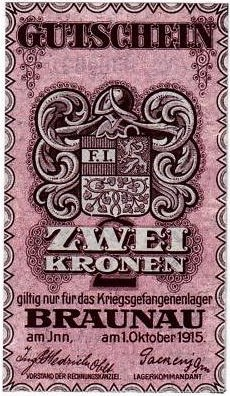
Primul Război Mondial: Lagergeld austriac
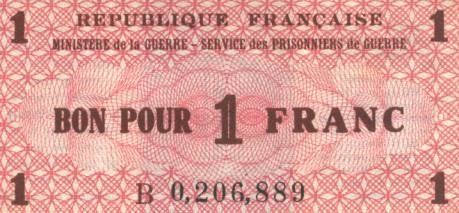
Al Doilea Război Mondial: Lagergeld francez, avers